# ローマ・シリア戦争
ローマ・シリア戦争（ローマ・シリアせんそう、英: Roman–Syrian War）は、共和政ローマとセレウコス朝シリアの間で、紀元前192年から紀元前188年に戦われた戦争である。この戦争にシリアは敗れてヨーロッパから手を引いた。戦争の名称に関しては、シリア戦争、アンティオコス戦争などとも呼ばれ、あるいはアンティオコス3世とローマの間の戦争というように、固有の呼び名なしに扱われることもある。

## 開戦
シリアのアンティオコス3世は、前代まで縮小傾向にあったシリア王国の領土を拡大し、東方はインドにまで遠征して大王の称号を得た。西方では小アジアの諸国と諸都市を服属させ、ヨーロッパに影響力を及ぼした。直接の領土としてケルソネソス半島（今日のトルコ領ゲリボル半島）を得て防護を固め、アイトリア同盟と同盟した。一方、マケドニア戦争に勝利してマケドニアとギリシアに影響を及ぼしたローマは、シリアの勢力浸透を喜ばず、ヨーロッパからの撤退を求めた。アンティオコスはローマの要求をはねつけ、紀元前192年に戦争を開始した。

## 戦争の経過
最初に行動を起こしたアンティオコスは、海路でギリシアに渡り、紀元前192年にアイトリアに隣接するテッサリアの制圧に取りかかった。アンティゴノス朝マケドニアのフィリッポス5世は、ローマに味方することを決めた。マケドニアからローマ軍の先遣隊が南下すると、これを連合軍主力の出現と考えたアンティオコスは攻勢をとりやめた。
翌紀元前191年に、マニウス・アキリウス・グラブリオが率いるローマ軍、歩兵2万と騎兵2千がアドリア海を渡り、アポロニアに上陸して、山地を越えテッサリアに現れた。アンティオコスは1万の歩兵と500の騎兵しか持たなかったため、本国に援軍を送るよう指示して、テルモピュライに防衛線を敷いた。テルモピュライの戦いは、ペルシア戦争中の同地点での戦いと同様、山側の防御陣を攻撃軍が突破したことで決着した。敗れたアンティオコスは船でギリシアを去った。ローマ軍はアイトリアに攻め込み、紀元前189年にアイトリアの降伏を受け入れた。
アンティオコスの撤退に呼応して、イタリア防衛にあたっていたリウィウス率いるローマ艦隊は、カルタゴ、ロドスなど同盟諸国の艦隊も加えて小アジア沿岸に進出した。ロドス人のポリュクセニダスが率いるシリア艦隊はフォカイアで敗れたが、損害は大きくなかった。主力が北に去った後に、偽降を用いてローマの留守艦隊を撃滅した。
この頃マニウスと交代したローマ軍司令官は、執政官ルキウス・コルネリウス・スキピオであった。彼は第二次ポエニ戦争で活躍した兄弟の大スキピオを助言者として伴った。スキピオはマケドニアの助けを得て、マケドニアからトラキアを経由して小アジアに向かって行軍した。しかし、アンティオコスもこのことを予期して、ヘレスポントス（ダーダネルス海峡）に面するケルソネソス半島の防備を固めていた。
ローマは外交によってヘレスポントの南方にあるペルガモン王国を味方につけた。アンティオコスの子セレウコスがペルガモンを攻略しようとしたが、アカイア同盟からの援軍を率いたディオファネスに悩まされ、攻城の軍を引いた。さらに、リウィウスの後任ルキウス・アエミリウス・レギッルスが、ミョネソスの海戦でポリュクセニダスに勝利した。この敗戦を知ったアンティオコスは、ケルソネソスの守りを放棄して内陸に退いた。ローマ軍はケルソネソスに集積された補給品をおさめて難なく海峡を越えた。
アンティオコスはプブリウス・スキピオに和平を求めたが、提示された条件の厳しさを知り、戦争の継続を決心した。かくして、紀元前190年に小アジアの内陸でマグネシアの戦いが起こった。この戦いに大スキピオは病気で出陣しなかった。代わりに実質指揮を執ったのはグナエウス・ドミティウスであった。アンティオコスは大軍を擁しながらこの会戦に敗れ、歩兵の主力だったファランクスを全滅させられ、抗戦が不可能になった。

## 戦後
アンティオコスは再び講和を申しいれ、スキピオが提示した条件を呑んだ。紀元前188年のアパメイアの和約で、シリアはタウロス以西のアジアを放棄し、ローマに賠償金を支払い、象軍を保有せず、保有する軍艦を10隻に制限され、人質を出すことになった。ローマは直接の領土拡大はしなかったが、シリアが放棄した地域を従属させた。以後もシリアは大国として残ったが、戦後すぐにアンティオコス大王が死ぬと、内紛に明け暮れ国力を消耗していった。これと別個にアイトリア同盟もローマと和を結び、ローマに従属することになった。